# Berthe Weill

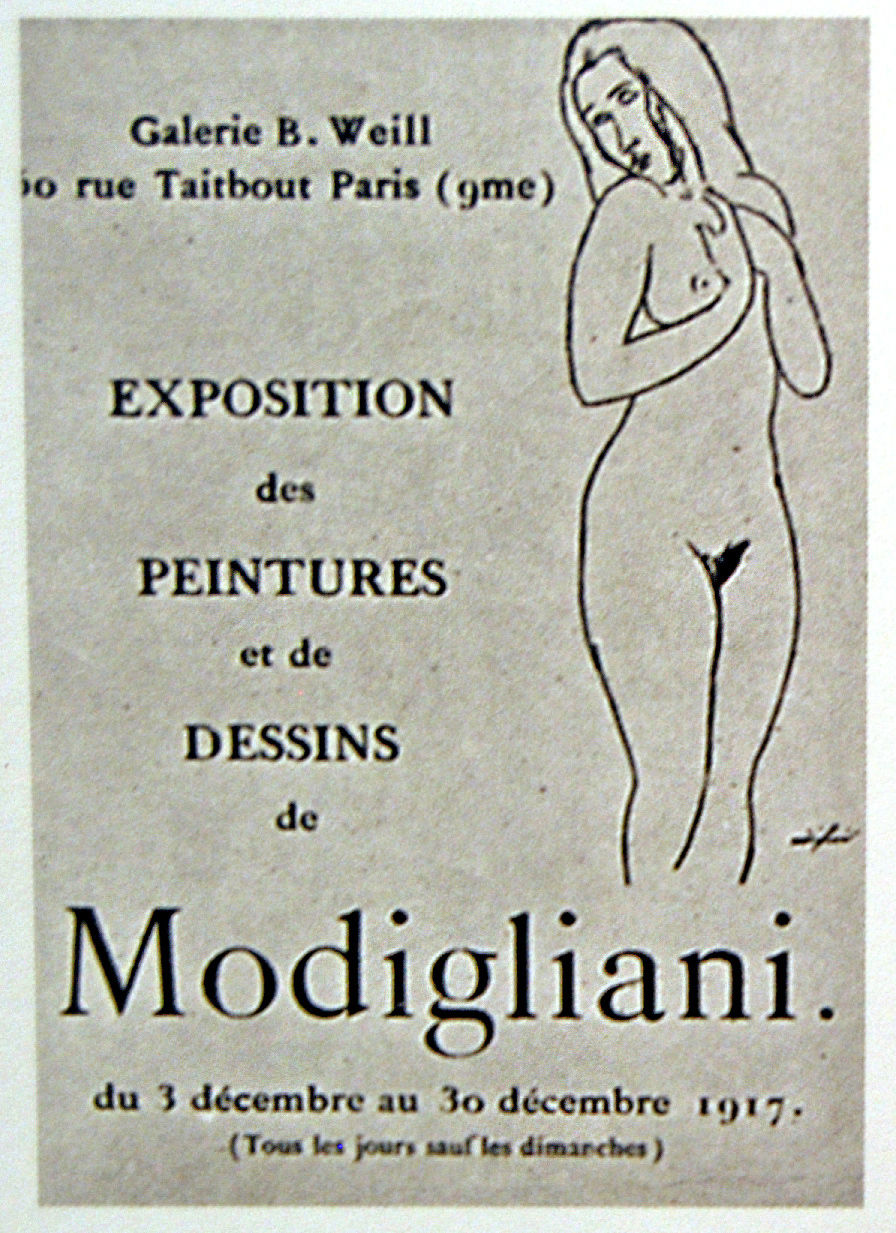
Iinvitación a la exposición Modigliani en la Galería Weill en 1917.

Esther Berthe Weill (París, 20 de noviembre de 1865-París, 17 de abril de 1951) fue una marchante de arte francesa notable por su contribución a la creación del moderno mercado del arte contemporáneo y de la vanguardia artística parisina.
Es la primera en vender en la Ciudad Luz obra de Pablo Picasso y de Henri Matisse y quien organizó la única exposición individual en vida de Amedeo Modigliani. La galería que fundó promovió artistas mayores del siglo XX, como Raoul Dufy, André Derain, Maurice de Vlaminck, Diego Rivera, Georges Braque, Kees van Dongen, Maurice Utrillo, Léon Lehmann, Georges Capon, Henri Vergé-Sarrat así como varias mujeres pintoras como Suzanne Valadon, Jeanne Rosoy, Émilie Charmy, Marie Laurencin, Jacqueline Marval y Valentine Prax.
Su galería perduró hasta 1939, año de su quiebra financiera. A pesar de los numerosos pintores célebres pasados por esta galería, Berthe Weill quedó pobre al finalizar la Segunda Guerra Mundial y por el resto de su vida, cayendo casi en el olvido después de su muerte.

## Biografía

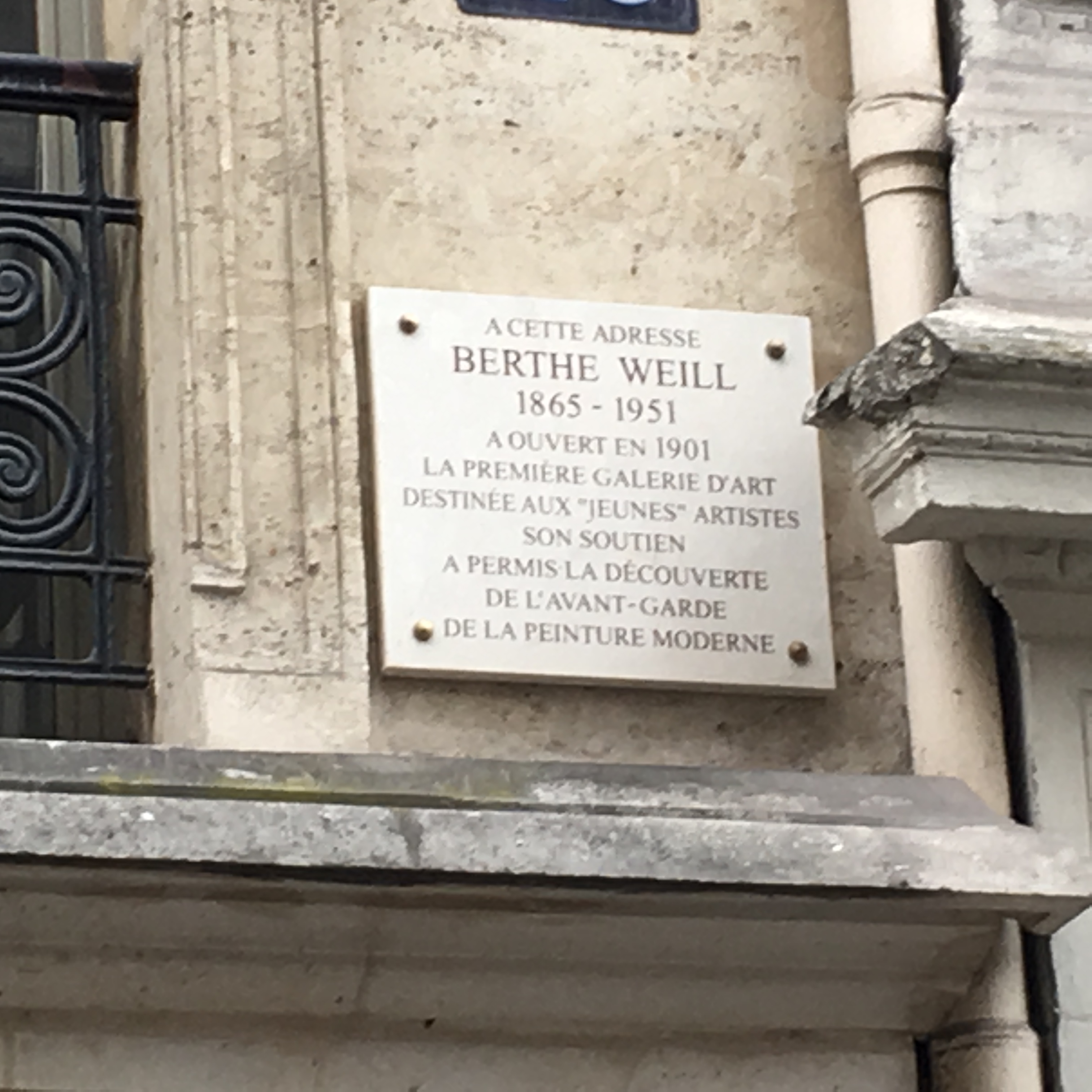
Placa conmemorativa del sitio en donde existió la galería de Berthe Weill en el número 25 de la calle Víctor Massé (Montmartre) en París.

Esther Berthe Weill nació el 20 de noviembre de 1865 en París en una familia judía alsaciana, entre seis hermanos. Su padre, Salomón Weill, era originario de Gerstheim. La familia es modesta y Esther aprendió su profesión del anticuario Salvator Mayer, que le enseñó el comercio del arte, en particular aquel de los grabadores del siglo XVIII . 
A la muerte de Mayer, en 1897, abrió una pequeña tienda de anticuario, en asociación con uno de sus hermanos, Marcellin. Cuando este se independizó, Berthe Weill decidió abrir el 1 de diciembre de 1901, con 4000 francos de dote, la «Galería B. Weill», dedicada a «jóvenes pintores», que descubría bajo la guía presuntamente del crítico de arte Roger Marx. Resulta la primera mujer galerista de París.
En 1933 publicó sus memorias, Treinta años en los pasillos de la pintura contemporánea, y se cambió en 1937 al número 27 de la calle de Santa-Dominique. Después de sus éxitos de los primeros años, su posicionamiento sobre el mercado del arte por un lado y su carencia de capitales por otro lado, la conducen a cerrar su galería en 1939 debido a problemas financieros insuperables. 
Después de guerra, Weill vivió en la miseria y cuarenta seis pintores que se beneficiaron de sus servicios organizaron en 1946 una venta en su beneficio. Cerca de ochenta obras fueron colocadas que permitieron reunir cuatro millones de francos que pusieron a Berthe Weill al abrigo de las necesidades estrictas durante los últimos años de su vida. Le fue otorgada la Legión de Honor en 1948 por su contribución al arte